# General Atomics

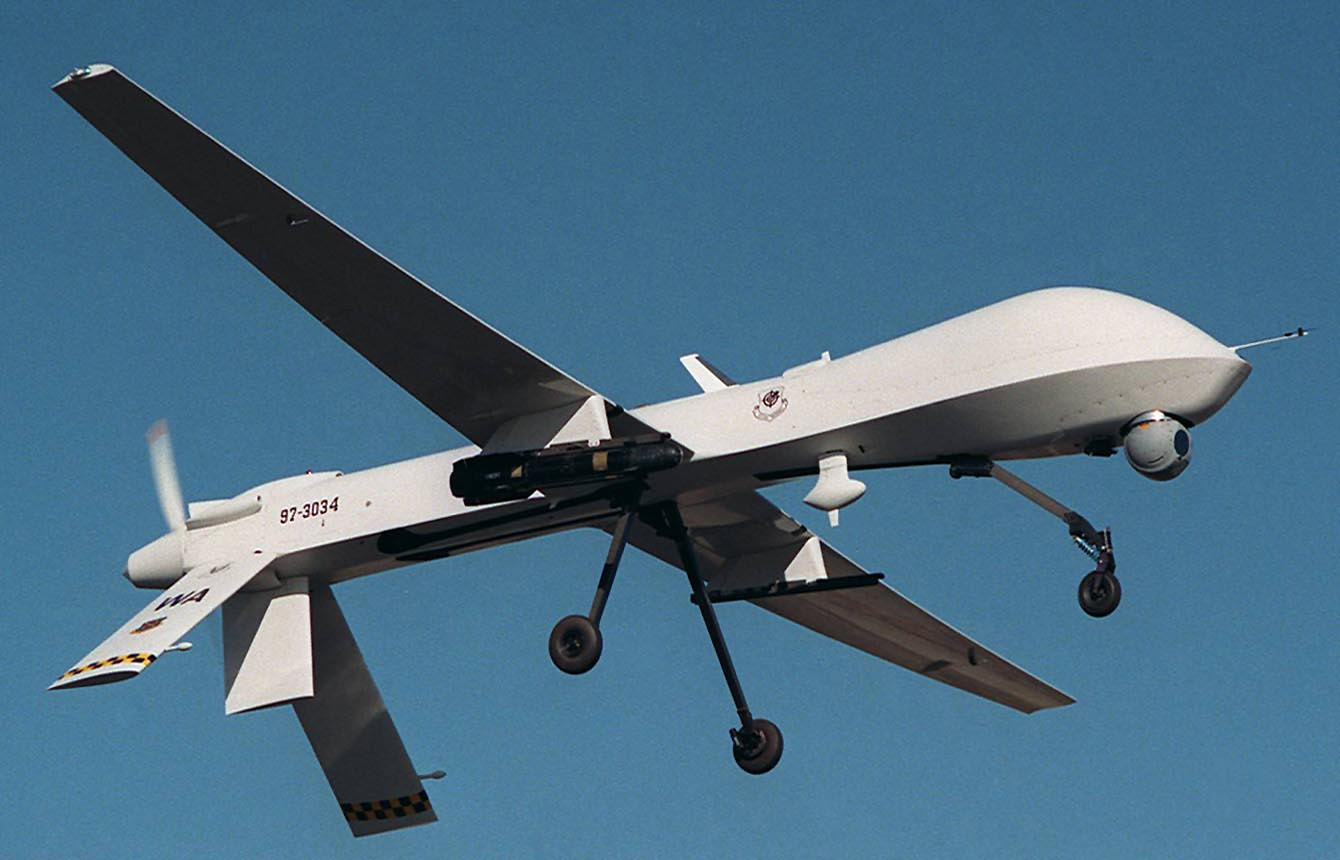
O MQ-1 Predator, desenvolvido pela GA.

General Atomics é uma empresa especializada em projetos de defesa e energia dos Estados Unidos, sediada em San Diego, Califórnia. Trabalha principalmente no setor nuclear (como a criação da classe de reatores TRIGA) e no desenvolvimento e produção de aeronaves não tripuladas (como o MQ-1 Predator e o MQ-9 Reaper) e tecnologias avançadas elétricas, eletrônicas, sem fio e de laser.